# Uromyces coronatus
Uromyces coronatus är en svampart som beskrevs av Yoshin. 1907. Uromyces coronatus ingår i släktet Uromyces och familjen Pucciniaceae.   Inga underarter finns listade i Catalogue of Life.